# 大願寺 (廿日市市)

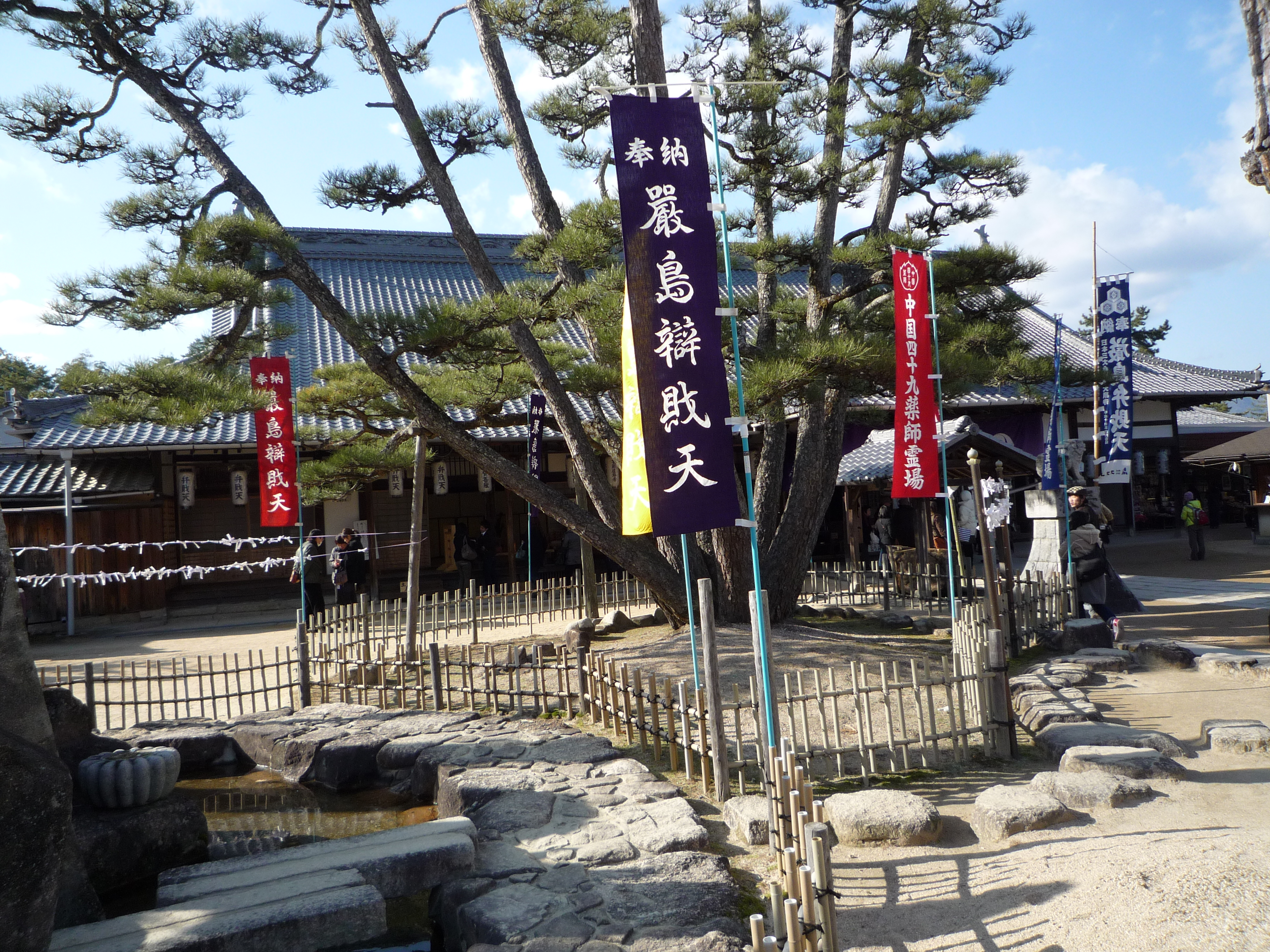
境内

大願寺（だいがんじ）は、広島県廿日市市宮島町にある高野山真言宗の寺院。山号は亀居山。院号は放光院。本尊は薬師如来。
本堂には神仏分離令によって厳島神社から遷された弁才天像（秘仏で開帳は毎年6月17日）など、多くの仏像を安置する。

## 歴史
この寺の創建年代等については不詳であるが、寺伝によれば平安時代初期に空海によって開かれたとも伝えられるが、一説によれば鎌倉時代初期の建仁年間（1201年 - 1204年）了海によって開かれたとも伝えられる。古くから大聖院とともに厳島神社との関係が深かった。

## 境内
本堂には神仏分離令によって厳島神社から遷された八臂弁才天像（秘仏で開帳は毎年6月17日）を配置し、阿弥陀如来像と護摩堂の元本尊だった如意輪観音像を脇侍とする。宮島現存の仏像中、最古とされる木造薬師如来像（重要文化財）、千畳閣の本尊だった木造釈迦如来坐像（重要文化財）脇侍の阿難尊者像と迦葉尊者像（ともに重要文化財）、五重塔の本尊だった釈迦如来坐像・脇侍の文殊菩薩と普賢菩薩の三尊像、多宝塔の本尊だった薬師如来像、などを安置する。
本堂奥の書院は、第二次長州戦争の時、勝海舟と長州藩藩士らが会談をした場所として知られる。
境内には本尊の御使い龍神の分祀を祀る社と、2006年（平成18年）4月2日に再建され、総白檀の1丈6尺の不動明王を安置する護摩堂がある。

## 文化財
- 重要文化財
  - 木造薬師如来坐像
  - 木造釈迦如来坐像
  - 木造阿難尊者立像
  - 木造迦葉尊者立像
  - 紙本墨書尊海渡海日記（八曲屏風裏書、表に紙本墨画山水図（瀟湘八景図）あり）

## 前後の札所
中国四十九薬師霊場
21 不動院 -- 22 大願寺 -- 23 渓月院

## 周辺
- 大聖院
- 厳島神社
- 宮島水族館
- 弥山